# Adagi

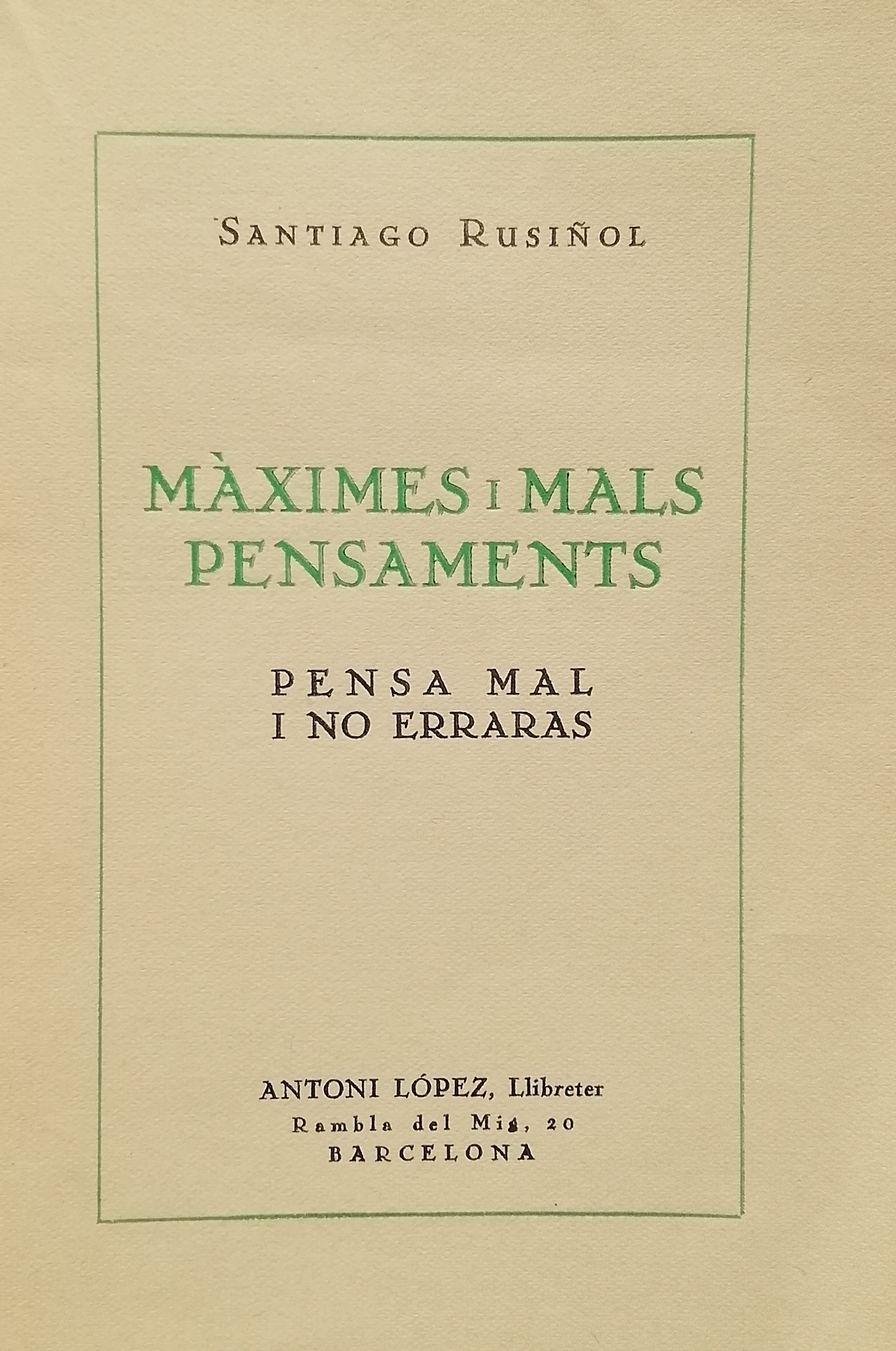
Màximes (adagis) de Santiago Rusiñol publicades a Barcelona l'any 1927

Un adagi (del llatí adagium), altrament dit màxima, és una sentència moral, un refrany o una norma, manifestada en llenguatge concís i ponderat, que conté una regla de comportament moral o profitós.
Un adagi, per tant, és una expressió curta, fàcil de memoritzar que conté algun element de coneixement o experiència important, considerat cert per molta gent, i / o que ha guanyat certa credibilitat a través del seu ús continuat.
Els adagis poden ser observacions interessants, guies ètiques pràctiques, o comentaris pessimistes sobre la vida en general o algun dels seus aspectes. Alguns adagis són producte de la saviesa popular, que intenta resumir alguna veritat bàsica; aquest tipus es coneix generalment com a proverbi o refrany.
Per la seva banda, una expressió no necessàriament molt bonica o graciosa, però que gaudeix d'una especial profunditat o un bon estil, es coneix com a aforisme, mentre que una amb humor o ironia rep el nom de epigrama. A través de l'ús excessiu, un adagi pot esdevenir un clixé.

## Al llarg de la història

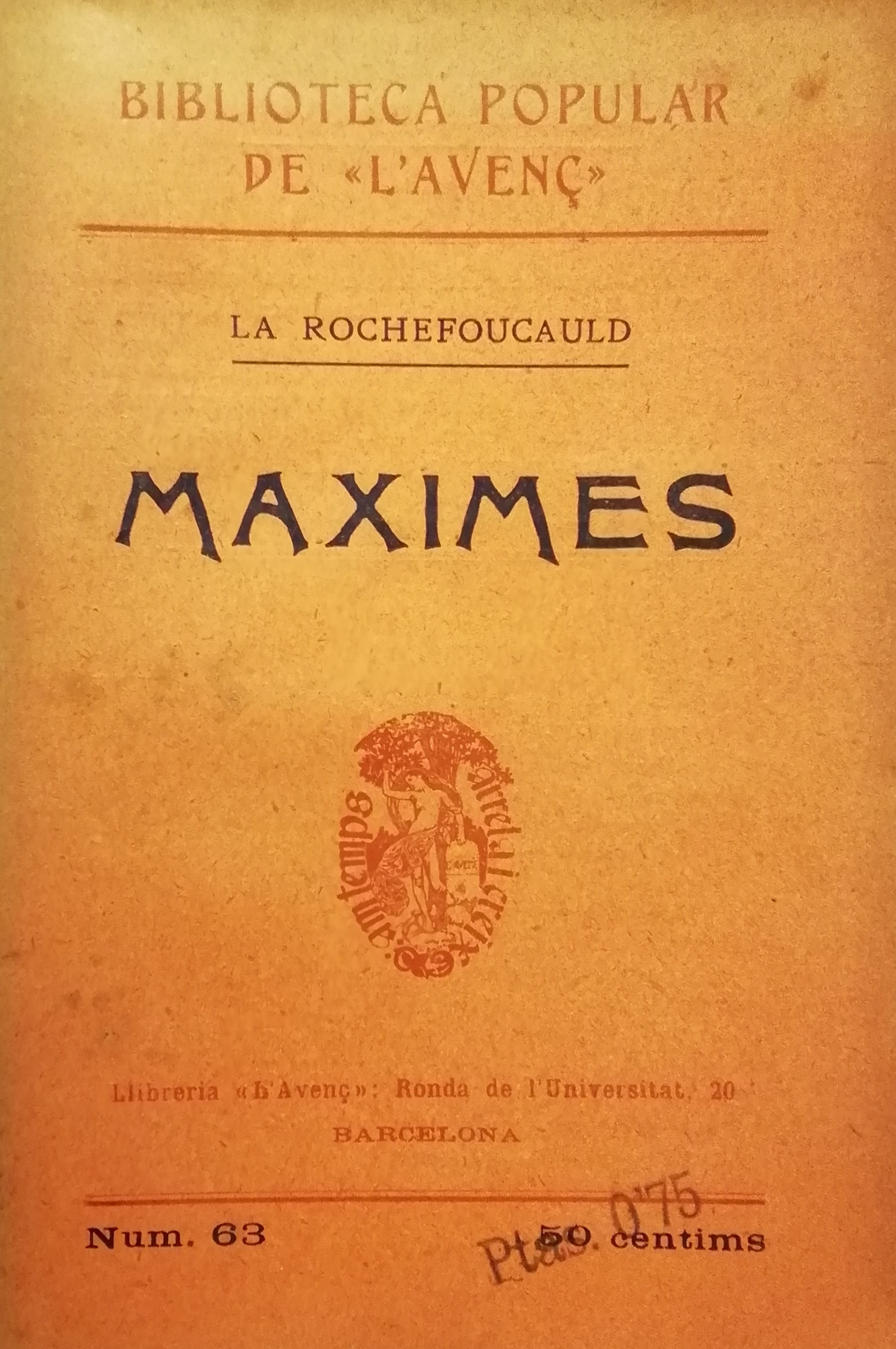
Les Maximes de La Rochefoucauld, publicades l'any 1664, van ser traduïdes al català i publicades a Barcelona l'any 1906 dins la col·lecció Biblioteca Popular de L'Avenç

Els adagis que van ser recopilats i utilitzats per antics escriptors van inspirar a l'humanista holandès Erasmus Roterodamus a publicar la seva pròpia col·lecció. Va revisar el seu volum de 800 entrades diverses vegades fins que l'edició final d'Adagia, publicada el 1536, incloïa més de 4.000 adagis. Des de llavors hi ha hagut moltes col·leccions, normalment en llengües vernacles.

## En l'actualitat
Els adagis emprats poden rebre noms propis i ser anomenats "lleis", en una imitació humorística de les lleis físiques, o principis. Alguns adagis, com la Llei de Murphy, són formulats de manera informal i després reben un nom, mentre que altres, com el Principi de Peter, tenen noms ja des de la seva mateixa formulació; es pot argumentar que el segon tipus no constitueix un adagi "veritable", però ambdós tipus solen ser difícils de distingir.

## Usos
Els adagis formulats en obres de ficció populars solen derivar cap a la cultura popular, especialment quan hi ha una subcultura devota del gènere que correspongui, com és el cas de les novel·les de ciència-ficció. Moltes professions i subcultures creen els seus propis adagis, que poden llavors ser considerats com una mena d'argot; aquest tipus d'adagis poden arribar a ser emprats pel públic en general, a vegades sent alterats en el procés. Les comunitats virtuals com les que es desenvolupen en fòrums o Grups de notícies d'Internet, també solen crear els seus propis adagis.